# Hans Döring

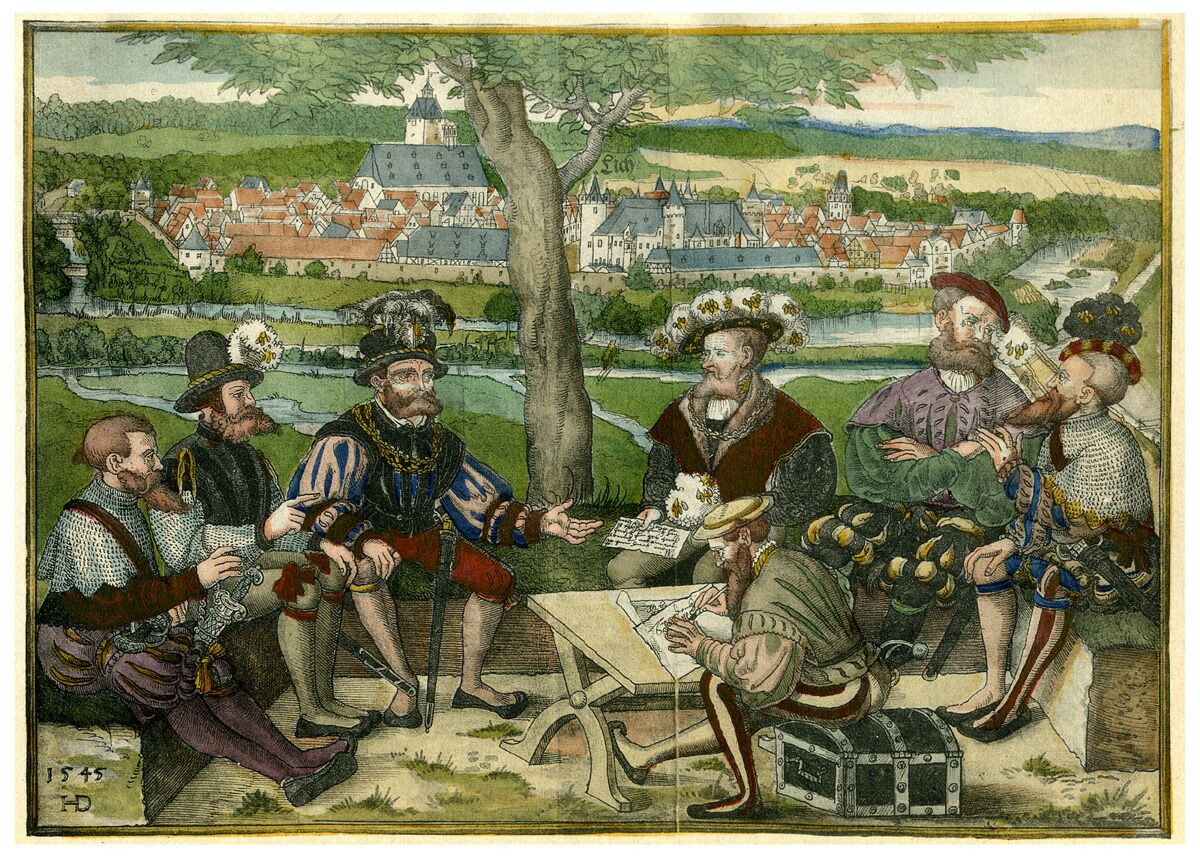
Rådslag mellan krigsherrar på Karl V:s sida under Schmalkaldiska kriget framför staden Lich i Giessen i Hessen i Tyskland, 1545

Hans Döring, född 1490 i Thüringen, död 1558, var en tysk målare, tecknare och träsnittskonstnär.
Hans Döring var elev till Lucas Cranach den äldre i Wittenberg. Det finns ett med Dörings initialer signerat porträtt från 1514 av Lucretia, noga avbildat efter Lucas Cranach, i Städtisches Museum i Wiesbaden i Tyskland. Omkring 1511 var han anställd i Albrecht Dürers verkstad för att hjälpa till att färdigställa Heller-altaret i Dominikanerklosterkyrkan i Frankfurt am Main. Han flyttade på 1520-talet till Hessen och arbetade huvudsakligen för grevarna von Solms zu Lich, von Solms zu Laubach och von Mansfeld, framför allt för greve Reinhard von Solms (1491-1562).

## Bildgalleri

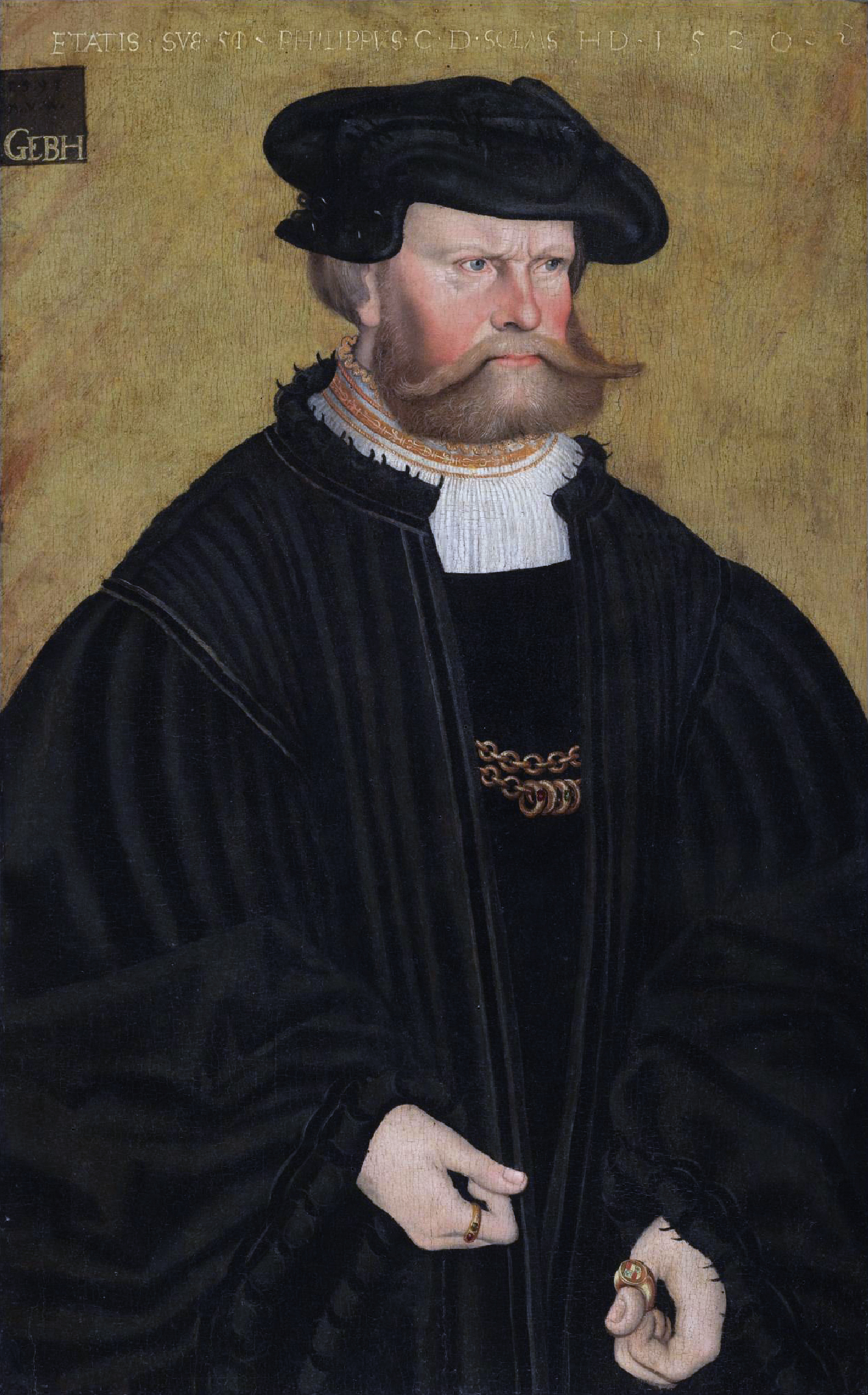
Greve Phillip von Solms zu Lich, 1520
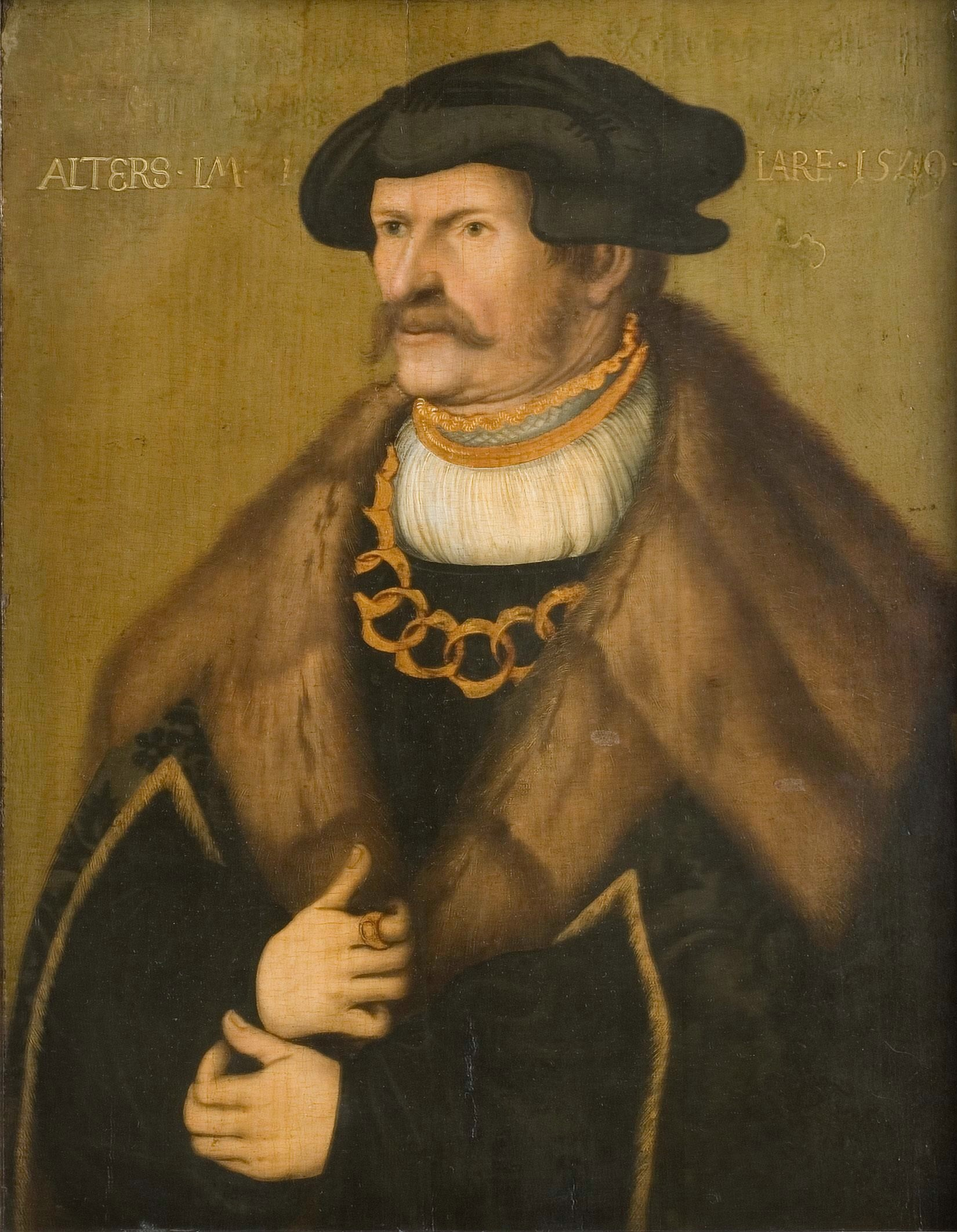
Troligen medlem av familjen von Solms